# Basílica del Santo Salvador (Prüm)

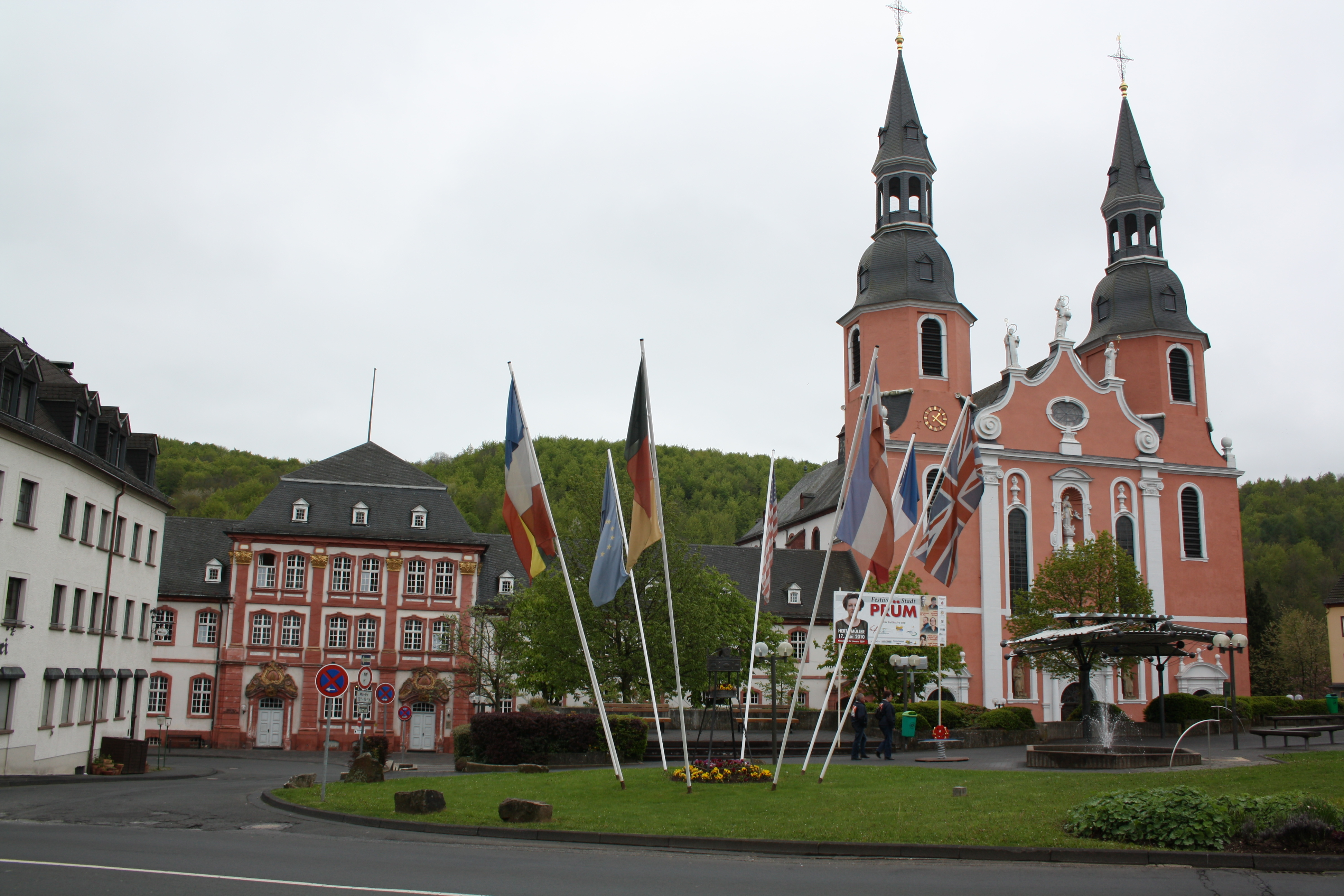
Vista general de la iglesia

La basílica del Santo Salvador (en Alemán: Sankt-Salvator-Basilika) es un templo católico en el Eifel, Alemania es una basílica menor papal dedicada al Santo Salvador y a la transfiguración de Cristo. Antiguamente, era la iglesia abacial de la antigua abadía de Prüm, fundada por la orden benedictina. Depende del obispado de Trier.
Balthasar Neumann, Johann Georg Judas y Pablo Kurz fueron los arquitectos de diferente procedencia con diferentes habilidades que trabajaron en ella. Puede verse que la construcción de la abadía ya no presenta la forma dinámica de las primeras obras de Balthasar Neumann, ya que se realizó más tarde, a pesar de su fachada norte es uno de las mejores de la región de Eifel o toda la región del Rin. Mientras que en otras regiones imponentes monasterios fueron construidos, en la región de Trier entre 1676 y 1729 años no se hizo ningún monumento importante.